# Eleições legislativas portuguesas de 2022 no distrito de Vila Real
| Eleições legislativas portuguesas de 2022 Distritos: Aveiro \| Beja \| Braga \| Bragança \| Castelo Branco \| Coimbra \| Évora \| Faro \| Guarda \| Leiria \| Lisboa \| Portalegre \| Porto \| Santarém \| Setúbal \| Viana do Castelo \| Vila Real \| Viseu \| Açores \| Madeira \| Estrangeiro |

## Resultados por concelho
Os resultados nos concelhos do Distrito de Vila Real foram os seguintes:

### Alijó
| Partido                 | Partido                        | Votos  | %               | +/-  |
| ----------------------- | ------------------------------ | ------ | --------------- | ---- |
|                         | Partido Socialista             | 2 608  | 43,59 / 100,00  | 2,66 |
|                         | Partido Social Democrata       | 2 195  | 36,69 / 100,00  | 2,55 |
|                         | CHEGA                          | 442    | 7,39 / 100,00   | 6,64 |
|                         | CDS – Partido Popular          | 120    | 2,01 / 100,00   | 2,67 |
|                         | Iniciativa Liberal             | 118    | 1,97 / 100,00   | 1,73 |
|                         | Bloco de Esquerda              | 116    | 1,94 / 100,00   | 4,16 |
|                         | Coligação Democrática Unitária | 111    | 1,86 / 100,00   | 0,60 |
|                         | Outros (com menos de 1,00%)    | 141    | 2,35 / 100,00   |      |
| Votos Inválidos         | Votos Inválidos                | 132    | 2,21 / 100,00   | 3,48 |
| Total                   | Total                          | 5 983  | 100,00 / 100,00 |      |
| Eleitorado/Participação | Eleitorado/Participação        | 11 398 | 52,49 / 100,00  | 6,10 |

| Freguesia                                            | %     | %     | %     | %    | %    | %    | %    | Votantes |
| Freguesia                                            | PS    | PSD   | CH    | CDS  | IL   | BE   | CDU  | Votantes |
| ---------------------------------------------------- | ----- | ----- | ----- | ---- | ---- | ---- | ---- | -------- |
| Freguesia                                            |       |       |       |      |      |      |      | Votantes |
| Alijó                                                | 41,23 | 36,92 | 8,00  | 1,85 | 3,00 | 2,54 | 2,38 | 1 300    |
| Carlão e Amieiro                                     | 42,67 | 37,60 | 4,27  | 2,40 | 1,87 | 2,13 | 2,93 | 375      |
| Castedo e Cotas                                      | 36,08 | 40,51 | 10,76 | 2,85 | 1,58 | 1,90 | 1,27 | 316      |
| Favaios                                              | 50,82 | 32,91 | 5,67  | 2,01 | 2,01 | 1,65 | 0,91 | 547      |
| Pegarinhos                                           | 43,27 | 38,46 | 4,81  | 3,85 | 0,48 | 1,44 | 2,88 | 208      |
| Pinhão                                               | 47,74 | 29,38 | 5,65  | 0,85 | 1,13 | 3,67 | 6,50 | 354      |
| Pópulo e Ribalonga                                   | 44,31 | 39,02 | 4,47  | 2,03 | 2,44 | 1,22 | 0    | 246      |
| Sanfins do Douro                                     | 44,19 | 35,76 | 9,96  | 2,17 | 1,53 | 2,55 | 0,51 | 783      |
| Santa Eugénia                                        | 42,56 | 43,08 | 5,13  | 2,05 | 1,03 | 0,51 | 0,51 | 195      |
| São Mamede de Ribatua                                | 48,66 | 33,33 | 3,49  | 2,96 | 1,88 | 1,34 | 3,49 | 372      |
| Vale de Mendiz, Casal de Loivos e Vilarinho de Cotas | 54,30 | 24,17 | 10,26 | 0,66 | 3,31 | 0,66 | 2,32 | 302      |
| Vila Chã                                             | 36,75 | 41,45 | 7,69  | 1,71 | 2,99 | 1,71 | 0,85 | 234      |
| Vila Verde                                           | 35,23 | 45,20 | 7,83  | 2,49 | 1,42 | 1,07 | 0,36 | 281      |
| Vilar de Maçada                                      | 41,06 | 42,77 | 9,36  | 1,28 | 0,64 | 1,28 | 0,64 | 470      |
| Alijó                                                | 43,59 | 36,69 | 7,39  | 2,01 | 1,97 | 1,94 | 1,89 | 5 983    |

### Boticas
| Partido                 | Partido                        | Votos | %               | +/-  |
| ----------------------- | ------------------------------ | ----- | --------------- | ---- |
|                         | Partido Social Democrata       | 1 937 | 58,34 / 100,00  | 3,20 |
|                         | Partido Socialista             | 971   | 29,25 / 100,00  | 4,55 |
|                         | CHEGA                          | 148   | 4,46 / 100,00   | 4,18 |
|                         | Coligação Democrática Unitária | 64    | 1,93 / 100,00   | 0,28 |
|                         | Outros (com menos de 1,00%)    | 125   | 3,77 / 100,00   |      |
| Votos Inválidos         | Votos Inválidos                | 75    | 2,26 / 100,00   | 1,73 |
| Total                   | Total                          | 3 320 | 100,00 / 100,00 |      |
| Eleitorado/Participação | Eleitorado/Participação        | 7 718 | 43,02 / 100,00  | 2,07 |

| Freguesia                           | %     | %     | %    | %     | Votantes |
| Freguesia                           | PSD   | PS    | CH   | CDU   | Votantes |
| ----------------------------------- | ----- | ----- | ---- | ----- | -------- |
| Freguesia                           |       |       |      |       | Votantes |
| Alturas do Barroso e Cerdedo        | 61,83 | 29,77 | 2,29 | 0,38  | 262      |
| Ardãos e Bobadela                   | 57,19 | 26,84 | 6,71 | 0,64  | 313      |
| Beça                                | 64,43 | 26,51 | 3,52 | 0,50  | 596      |
| Boticas e Granja                    | 54,91 | 33,18 | 5,49 | 0,82  | 856      |
| Codessoso, Curros e Fiães do Tâmega | 74,88 | 18,36 | 1,93 | 2,90  | 207      |
| Covas do Barroso                    | 56,08 | 20,27 | 2,03 | 11,49 | 148      |
| Dornelas                            | 31,85 | 46,50 | 4,46 | 10,83 | 157      |
| Pinho                               | 54,38 | 30,41 | 7,37 | 0,92  | 217      |
| Sapiãos                             | 56,88 | 28,62 | 5,80 | 0,72  | 276      |
| Vilar e Viveiro                     | 62,15 | 28,13 | 2,43 | 2,43  | 288      |
| Boticas                             | 58,34 | 29,25 | 4,46 | 1,93  | 3 320    |

### Chaves
| Partido                 | Partido                        | Votos  | %               | +/-  |
| ----------------------- | ------------------------------ | ------ | --------------- | ---- |
|                         | Partido Socialista             | 8 154  | 41,57 / 100,00  | 4,50 |
|                         | Partido Social Democrata       | 7 480  | 38,13 / 100,00  | 0,21 |
|                         | CHEGA                          | 1 736  | 8,85 / 100,00   | 8,05 |
|                         | Bloco de Esquerda              | 464    | 2,37 / 100,00   | 3,79 |
|                         | Coligação Democrática Unitária | 364    | 1,86 / 100,00   | 1,28 |
|                         | Iniciativa Liberal             | 316    | 1,61 / 100,00   | 1,29 |
|                         | CDS – Partido Popular          | 290    | 1,48 / 100,00   | 2,68 |
|                         | Outros (com menos de 1,00%)    | 415    | 2,12 / 100,00   |      |
| Votos Inválidos         | Votos Inválidos                | 398    | 2,03 / 100,00   | 3,00 |
| Total                   | Total                          | 19 617 | 100,00 / 100,00 |      |
| Eleitorado/Participação | Eleitorado/Participação        | 42 877 | 45,75 / 100,00  | 2,85 |

| Freguesia                              | %     | %     | %     | %    | %    | %    | %    | Votantes |
| Freguesia                              | PS    | PSD   | CH    | BE   | CDU  | IL   | CDS  | Votantes |
| -------------------------------------- | ----- | ----- | ----- | ---- | ---- | ---- | ---- | -------- |
| Freguesia                              |       |       |       |      |      |      |      | Votantes |
| Águas Frias                            | 46,06 | 37,32 | 8,75  | 0,58 | 1,17 | 0,87 | 1,17 | 343      |
| Anelhe                                 | 36,28 | 46,46 | 6,64  | 3,10 | 1,33 | 0,44 | 1,33 | 226      |
| Bustelo                                | 37,45 | 43,43 | 9,56  | 1,59 | 1,99 | 0,80 | 0,80 | 251      |
| Calvão e Soutelinho da Raia            | 44,19 | 34,50 | 9,69  | 2,33 | 1,94 | 0    | 1,94 | 258      |
| Cimo de Vila da Castanheira            | 56,08 | 30,69 | 5,29  | 1,06 | 0,53 | 2,12 | 1,59 | 189      |
| Curalha                                | 44,63 | 32,23 | 10,33 | 1,24 | 6,20 | 0,83 | 1,65 | 242      |
| Eiras, São Julião de Montenegro e Cela | 38,80 | 42,00 | 11,20 | 1,40 | 0,60 | 1,20 | 1,20 | 500      |
| Ervededo                               | 47,19 | 37,08 | 7,02  | 1,97 | 1,69 | 0,84 | 1,40 | 356      |
| Faiões                                 | 47,97 | 29,59 | 11,46 | 2,63 | 1,43 | 0,48 | 0,95 | 419      |
| Lama de Arcos                          | 38,12 | 45,54 | 6,93  | 0,99 | 1,98 | 0,50 | 1,49 | 202      |
| Loivos e Póvoa de Agrações             | 46,88 | 32,67 | 9,38  | 0,85 | 0,85 | 1,14 | 2,27 | 352      |
| Madalena e Samaiões                    | 41,00 | 37,18 | 9,75  | 2,70 | 1,95 | 1,95 | 1,42 | 1 334    |
| Mairos                                 | 44,16 | 37,66 | 5,84  | 2,60 | 3,25 | 1,30 | 1,95 | 154      |
| Moreiras                               | 34,86 | 54,13 | 5,50  | 0    | 0    | 0,92 | 2,75 | 109      |
| Nogueira da Montanha                   | 31,82 | 55,68 | 4,17  | 1,89 | 0,38 | 0,38 | 2,65 | 264      |
| Oura                                   | 39,04 | 41,04 | 11,16 | 0,40 | 0,80 | 0,40 | 1,99 | 251      |
| Outeiro Seco                           | 47,59 | 29,52 | 10,04 | 3,21 | 2,81 | 2,01 | 0,60 | 498      |
| Paradela                               | 33,07 | 50,39 | 11,81 | 2,36 | 0    | 0,79 | 1,57 | 127      |
| Planalto de Monforte                   | 40,14 | 42,18 | 9,52  | 0,68 | 0,68 | 0    | 2,72 | 147      |
| Redondelo                              | 57,38 | 29,10 | 8,61  | 0,82 | 0,82 | 0    | 1,23 | 244      |
| Sanfins                                | 26,72 | 46,55 | 11,21 | 2,59 | 0,86 | 0,86 | 4,31 | 116      |
| Santa Cruz/Trindade e Sanjurge         | 39,59 | 38,18 | 9,62  | 2,05 | 1,82 | 2,23 | 1,58 | 1 705    |
| Santa Leocádia                         | 47,41 | 44,44 | 3,70  | 0    | 0,74 | 0    | 0,74 | 135      |
| Santa Maria Maior                      | 40,36 | 37,73 | 8,50  | 3,28 | 2,61 | 2,37 | 1,17 | 5 367    |
| Santo António de Monforte              | 46,46 | 34,65 | 8,66  | 3,15 | 0,39 | 1,97 | 1,57 | 254      |
| Santo Estêvão                          | 45,08 | 36,07 | 10,25 | 0    | 1,23 | 1,23 | 2,05 | 244      |
| São Pedro de Agostém                   | 46,35 | 32,37 | 9,27  | 2,58 | 0,91 | 1,52 | 1,82 | 658      |
| São Vicente                            | 39,64 | 42,34 | 4,50  | 0    | 2,70 | 0    | 9,01 | 111      |
| Soutelo e Seara Velha                  | 32,81 | 52,37 | 4,10  | 3,15 | 1,26 | 1,58 | 0,95 | 317      |
| Travancas e Roriz                      | 58,58 | 28,03 | 4,60  | 0,84 | 1,67 | 0    | 2,09 | 239      |
| Tronco                                 | 46,15 | 38,46 | 8,65  | 0    | 0    | 0    | 0,96 | 104      |
| Vale de Anta                           | 37,22 | 38,99 | 10,01 | 2,83 | 2,59 | 1,88 | 1,77 | 849      |
| Vidago                                 | 42,98 | 40,51 | 5,47  | 2,89 | 1,07 | 1,07 | 1,18 | 933      |
| Vila Verde da Raia                     | 34,98 | 45,07 | 10,56 | 2,35 | 1,64 | 0,94 | 0,94 | 426      |
| Vilar de Nantes                        | 41,96 | 36,51 | 10,12 | 2,28 | 1,79 | 1,79 | 1,19 | 1 008    |
| Vilarelho da Raia                      | 40,73 | 38,31 | 12,90 | 0,81 | 0    | 1,61 | 2,42 | 248      |
| Vilas Boas                             | 27,78 | 53,33 | 7,78  | 0    | 3,33 | 1,11 | 3,33 | 90       |
| Vilela do Tâmega                       | 40,38 | 35,58 | 14,90 | 0,96 | 0,96 | 1,44 | 2,88 | 208      |
| Vilela Seca                            | 50,36 | 34,53 | 7,19  | 2,16 | 1,44 | 0,72 | 0,72 | 139      |
| Chaves                                 | 41,57 | 38,13 | 8,85  | 2,37 | 1,86 | 1,61 | 1,48 | 19 617   |

### Mesão Frio
| Partido                 | Partido                        | Votos | %               | +/-  |
| ----------------------- | ------------------------------ | ----- | --------------- | ---- |
|                         | Partido Socialista             | 1 025 | 53,61 / 100,00  | 9,30 |
|                         | Partido Social Democrata       | 575   | 30,07 / 100,00  | 0,57 |
|                         | CHEGA                          | 96    | 5,02 / 100,00   | 4,46 |
|                         | Bloco de Esquerda              | 47    | 2,46 / 100,00   | 5,90 |
|                         | CDS – Partido Popular          | 33    | 1,73 / 100,00   | 4,27 |
|                         | Iniciativa Liberal             | 31    | 1,62 / 100,00   | 1,40 |
|                         | Pessoas–Animais–Natureza       | 22    | 1,15 / 100,00   | 1,21 |
|                         | Coligação Democrática Unitária | 20    | 1,05 / 100,00   | 0,80 |
|                         | Outros (com menos de 1,00%)    | 32    | 1,68 / 100,00   |      |
| Votos Inválidos         | Votos Inválidos                | 31    | 1,62 / 100,00   | 2,42 |
| Total                   | Total                          | 1 912 | 100,00 / 100,00 |      |
| Eleitorado/Participação | Eleitorado/Participação        | 3 613 | 52,92 / 100,00  | 5,47 |

| Freguesia                | %     | %     | %    | %    | %    | %    | %    | %    | Votantes |
| Freguesia                | PS    | PSD   | CH   | BE   | CDS  | IL   | PAN  | CDU  | Votantes |
| ------------------------ | ----- | ----- | ---- | ---- | ---- | ---- | ---- | ---- | -------- |
| Freguesia                |       |       |      |      |      |      |      |      | Votantes |
| Barqueiros               | 66,44 | 21,23 | 5,14 | 1,37 | 0    | 0,68 | 1,71 | 1,37 | 292      |
| Cidadelhe                | 55,67 | 17,53 | 7,22 | 3,09 | 2,06 | 1,03 | 1,03 | 3,09 | 97       |
| Mesão Frio (Santo André) | 50,85 | 32,28 | 5,21 | 3,17 | 2,04 | 1,81 | 1,36 | 0,34 | 883      |
| Oliveira                 | 43,68 | 41,38 | 1,15 | 1,72 | 2,30 | 3,45 | 0    | 1,72 | 174      |
| Vila Marim               | 54,08 | 29,83 | 5,58 | 1,93 | 1,93 | 1,29 | 0,86 | 1,50 | 466      |
| Mesão Frio               | 53,61 | 30,07 | 5,02 | 2,46 | 1,73 | 1,62 | 1,15 | 1,05 | 1 912    |

### Mondim de Basto
| Partido                 | Partido                        | Votos | %               | +/-  |
| ----------------------- | ------------------------------ | ----- | --------------- | ---- |
|                         | Partido Social Democrata       | 1 622 | 43,97 / 100,00  | 7,49 |
|                         | Partido Socialista             | 1 421 | 38,52 / 100,00  | 1,81 |
|                         | CHEGA                          | 199   | 5,39 / 100,00   | 4,94 |
|                         | CDS – Partido Popular          | 113   | 3,06 / 100,00   | 8,23 |
|                         | Bloco de Esquerda              | 78    | 2,11 / 100,00   | 2,33 |
|                         | Iniciativa Liberal             | 76    | 2,06 / 100,00   | 1,69 |
|                         | Coligação Democrática Unitária | 62    | 1,68 / 100,00   | 0,36 |
|                         | Outros (com menos de 1,00%)    | 76    | 2,06 / 100,00   |      |
| Votos Inválidos         | Votos Inválidos                | 42    | 1,14 / 100,00   | 2,59 |
| Total                   | Total                          | 3 689 | 100,00 / 100,00 |      |
| Eleitorado/Participação | Eleitorado/Participação        | 7 702 | 47,90 / 100,00  | 3,55 |

| Freguesia                        | %     | %     | %    | %    | %    | %    | %    | Votantes |
| Freguesia                        | PSD   | PS    | CH   | CDS  | BE   | IL   | CDU  | Votantes |
| -------------------------------- | ----- | ----- | ---- | ---- | ---- | ---- | ---- | -------- |
| Freguesia                        |       |       |      |      |      |      |      | Votantes |
| Atei                             | 37,27 | 45,82 | 6,36 | 1,45 | 3,27 | 1,27 | 1,27 | 550      |
| Bilhó                            | 50,38 | 32,71 | 4,51 | 5,26 | 1,50 | 2,26 | 0    | 266      |
| Campanhó e Paradança             | 48,74 | 32,66 | 7,29 | 4,77 | 0,50 | 0,75 | 1,51 | 398      |
| Ermelo e Pardelhas               | 45,93 | 34,96 | 8,54 | 4,07 | 0,81 | 1,63 | 0,81 | 246      |
| São Cristovão de Mondim de Basto | 41,94 | 39,47 | 4,51 | 2,78 | 2,72 | 2,59 | 2,29 | 1 619    |
| Vilar de Ferreiros               | 48,69 | 37,21 | 4,75 | 2,79 | 1,31 | 2,30 | 1,64 | 610      |
| Mondim de Basto                  | 43,97 | 38,52 | 5,39 | 3,06 | 2,11 | 2,06 | 1,68 | 3 689    |

### Montalegre
| Partido                 | Partido                     | Votos  | %               | +/-  |
| ----------------------- | --------------------------- | ------ | --------------- | ---- |
|                         | Partido Socialista          | 2 629  | 46,74 / 100,00  | 0,35 |
|                         | Partido Social Democrata    | 2 258  | 40,14 / 100,00  | 3,62 |
|                         | CHEGA                       | 282    | 5,01 / 100,00   | 4,39 |
|                         | Bloco de Esquerda           | 97     | 1,72 / 100,00   | 2,10 |
|                         | CDS – Partido Popular       | 63     | 1,12 / 100,00   | 1,97 |
|                         | Outros (com menos de 1,00%) | 203    | 3,60 / 100,00   |      |
| Votos Inválidos         | Votos Inválidos             | 93     | 1,66 / 100,00   | 2,71 |
| Total                   | Total                       | 5 625  | 100,00 / 100,00 |      |
| Eleitorado/Participação | Eleitorado/Participação     | 13 680 | 41,12 / 100,00  | 3,65 |

| Freguesia                          | %     | %     | %     | %    | %    | Votantes |
| Freguesia                          | PS    | PSD   | CH    | BE   | CDS  | Votantes |
| ---------------------------------- | ----- | ----- | ----- | ---- | ---- | -------- |
| Freguesia                          |       |       |       |      |      | Votantes |
| Cabril                             | 54,74 | 29,20 | 4,74  | 2,55 | 0    | 274      |
| Cambeses do Rio, Donões e Mourilhe | 44,03 | 42,77 | 10,06 | 1,26 | 0,63 | 159      |
| Cervos                             | 31,37 | 53,59 | 8,50  | 0,65 | 0    | 153      |
| Chã                                | 44,28 | 42,82 | 6,74  | 1,17 | 0,59 | 341      |
| Covelo do Gerês                    | 46,32 | 44,21 | 4,21  | 2,11 | 0    | 95       |
| Ferral                             | 57,69 | 30,22 | 3,85  | 2,75 | 1,10 | 182      |
| Gralhas                            | 54,84 | 29,03 | 4,03  | 0,81 | 2,42 | 124      |
| Meixedo e Padornelos               | 51,35 | 37,84 | 6,76  | 0    | 2,03 | 148      |
| Montalegre e Padroso               | 39,71 | 45,24 | 4,10  | 2,86 | 2,29 | 1 050    |
| Morgade                            | 42,97 | 50,78 | 1,56  | 1,56 | 0,78 | 128      |
| Negrões                            | 77,17 | 15,22 | 2,17  | 0    | 0    | 92       |
| Outeiro                            | 40,79 | 46,05 | 7,89  | 1,32 | 0    | 76       |
| Paradela, Contim e Fiães           | 40,98 | 35,61 | 9,76  | 4,39 | 0,98 | 205      |
| Pitões das Júnias                  | 57,52 | 37,17 | 1,77  | 0    | 0    | 113      |
| Reigoso                            | 42,86 | 44,16 | 3,90  | 1,30 | 1,30 | 77       |
| Salto                              | 48,65 | 38,00 | 5,13  | 2,31 | 1,16 | 779      |
| Santo André                        | 54,87 | 35,40 | 2,65  | 0,88 | 0    | 113      |
| Sarraquinhos                       | 31,82 | 56,82 | 5,30  | 0,76 | 3,79 | 132      |
| Sezelhe e Covelães                 | 56,02 | 37,95 | 1,81  | 0,60 | 0    | 166      |
| Solveira                           | 40,91 | 42,05 | 6,82  | 0    | 1,14 | 88       |
| Tourém                             | 57,73 | 34,02 | 4,12  | 0    | 1,03 | 97       |
| Venda Nova e Pondras               | 45,91 | 40,45 | 4,55  | 1,36 | 0,91 | 220      |
| Viade de Baixo e Fervidelas        | 50,12 | 37,05 | 6,05  | 1,45 | 0,48 | 413      |
| Vila da Ponte                      | 50,41 | 41,46 | 2,44  | 0    | 0,81 | 123      |
| Vilar de Perdizes e Meixide        | 44,40 | 42,60 | 4,33  | 0,72 | 1,08 | 277      |
| Montalegre                         | 46,74 | 40,14 | 5,01  | 1,72 | 1,12 | 5 625    |

### Murça
| Partido                 | Partido                        | Votos | %               | +/-  |
| ----------------------- | ------------------------------ | ----- | --------------- | ---- |
|                         | Partido Social Democrata       | 1 246 | 42,98 / 100,00  | 0,20 |
|                         | Partido Socialista             | 1 114 | 38,43 / 100,00  | 2,40 |
|                         | CHEGA                          | 239   | 8,24 / 100,00   | 7,74 |
|                         | CDS – Partido Popular          | 80    | 2,76 / 100,00   | 2,22 |
|                         | Bloco de Esquerda              | 41    | 1,41 / 100,00   | 3,17 |
|                         | Coligação Democrática Unitária | 37    | 1,28 / 100,00   | 0,31 |
|                         | Outros (com menos de 1,00%)    | 87    | 3,00 / 100,00   |      |
| Votos Inválidos         | Votos Inválidos                | 55    | 1,89 / 100,00   | 3,29 |
| Total                   | Total                          | 2 899 | 100,00 / 100,00 |      |
| Eleitorado/Participação | Eleitorado/Participação        | 6 339 | 45,73 / 100,00  | 0,17 |

| Freguesia          | %     | %     | %    | %    | %    | %    | Votantes |
| Freguesia          | PSD   | PS    | CH   | CDS  | BE   | CDU  | Votantes |
| ------------------ | ----- | ----- | ---- | ---- | ---- | ---- | -------- |
| Freguesia          |       |       |      |      |      |      | Votantes |
| Candedo            | 37,40 | 44,27 | 7,63 | 2,86 | 0,76 | 2,48 | 524      |
| Carva e Vilares    | 35,96 | 46,05 | 7,02 | 1,32 | 2,63 | 0,44 | 228      |
| Fiolhoso           | 47,91 | 37,67 | 6,98 | 1,86 | 0,47 | 0    | 215      |
| Jou                | 37,67 | 43,84 | 7,88 | 3,08 | 1,71 | 2,05 | 292      |
| Murça              | 46,43 | 34,31 | 8,80 | 2,44 | 1,76 | 0,98 | 1 023    |
| Noura e Palheiros  | 43,11 | 36,00 | 9,33 | 4,22 | 1,56 | 1,33 | 450      |
| Valongo de Milhais | 51,50 | 32,93 | 7,78 | 2,99 | 0    | 0,60 | 167      |
| Murça              | 42,98 | 38,43 | 8,24 | 2,76 | 1,41 | 1,28 | 2 899    |

### Peso da Régua
| Partido                 | Partido                        | Votos  | %               | +/-  |
| ----------------------- | ------------------------------ | ------ | --------------- | ---- |
|                         | Partido Socialista             | 3 567  | 46,98 / 100,00  | 3,97 |
|                         | Partido Social Democrata       | 2 621  | 34,52 / 100,00  | 0,34 |
|                         | CHEGA                          | 496    | 6,53 / 100,00   | 5,67 |
|                         | Bloco de Esquerda              | 212    | 2,79 / 100,00   | 3,60 |
|                         | Coligação Democrática Unitária | 204    | 2,69 / 100,00   | 0,82 |
|                         | Iniciativa Liberal             | 145    | 1,91 / 100,00   | 1,61 |
|                         | CDS – Partido Popular          | 102    | 1,34 / 100,00   | 2,17 |
|                         | Outros (com menos de 1,00%)    | 125    | 1,65 / 100,00   |      |
| Votos Inválidos         | Votos Inválidos                | 121    | 1,59 / 100,00   | 2,31 |
| Total                   | Total                          | 7 593  | 100,00 / 100,00 |      |
| Eleitorado/Participação | Eleitorado/Participação        | 15 215 | 49,90 / 100,00  | 5,17 |

| Freguesia             | %     | %     | %    | %    | %    | %    | %    | Votantes |
| Freguesia             | PS    | PSD   | CH   | BE   | CDU  | IL   | CDS  | Votantes |
| --------------------- | ----- | ----- | ---- | ---- | ---- | ---- | ---- | -------- |
| Freguesia             |       |       |      |      |      |      |      | Votantes |
| Fontelas              | 47,16 | 34,94 | 5,11 | 4,26 | 2,56 | 2,27 | 1,14 | 352      |
| Galafura e Covelinhas | 37,66 | 41,73 | 9,67 | 1,53 | 1,78 | 1,53 | 2,29 | 393      |
| Loureiro              | 55,22 | 31,74 | 3,91 | 2,83 | 1,96 | 0,43 | 1,52 | 460      |
| Moura Morta e Vinhós  | 44,00 | 40,31 | 4,62 | 2,15 | 2,77 | 1,54 | 1,85 | 325      |
| Peso da Régua e Godim | 45,97 | 34,23 | 6,63 | 3,20 | 2,92 | 2,31 | 1,34 | 4 631    |
| Poiares e Canelas     | 48,86 | 34,69 | 7,98 | 1,47 | 2,12 | 0,81 | 1,14 | 614      |
| Sedielos              | 51,37 | 34,91 | 5,99 | 1,00 | 1,25 | 0,75 | 1,00 | 401      |
| Vilarinho dos Freires | 53,00 | 25,84 | 6,47 | 2,40 | 4,08 | 2,16 | 0,72 | 417      |
| Peso da Régua         | 46,98 | 34,52 | 6,53 | 2,79 | 2,69 | 1,91 | 1,34 | 7 593    |

### Ribeira da Pena
| Partido                 | Partido                     | Votos | %               | +/-  |
| ----------------------- | --------------------------- | ----- | --------------- | ---- |
|                         | Partido Socialista          | 1 624 | 47,36 / 100,00  | 3,03 |
|                         | Partido Social Democrata    | 1 412 | 41,18 / 100,00  | 4,75 |
|                         | CHEGA                       | 139   | 4,05 / 100,00   | 3,66 |
|                         | Bloco de Esquerda           | 50    | 1,46 / 100,00   | 2,72 |
|                         | CDS – Partido Popular       | 47    | 1,37 / 100,00   | 4,38 |
|                         | Outros (com menos de 1,00%) | 122   | 3,55 / 100,00   |      |
| Votos Inválidos         | Votos Inválidos             | 35    | 1,02 / 100,00   | 2,70 |
| Total                   | Total                       | 3 429 | 100,00 / 100,00 |      |
| Eleitorado/Participação | Eleitorado/Participação     | 8 492 | 40,38 / 100,00  | 2,02 |

| Freguesia                              | %     | %     | %    | %    | %    | Votantes |
| Freguesia                              | PS    | PSD   | CH   | BE   | CDS  | Votantes |
| -------------------------------------- | ----- | ----- | ---- | ---- | ---- | -------- |
| Freguesia                              |       |       |      |      |      | Votantes |
| Alvadia                                | 31,54 | 50,00 | 5,38 | 0,77 | 3,85 | 130      |
| Canedo                                 | 45,86 | 45,30 | 4,42 | 0    | 1,10 | 181      |
| Cerva e Limões                         | 46,30 | 40,78 | 3,66 | 1,79 | 1,79 | 1 285    |
| Salvador e Santo Aleixo de Além-Tâmega | 46,27 | 43,53 | 4,27 | 1,53 | 0,93 | 1 500    |
| Santa Marinha                          | 63,36 | 26,43 | 3,90 | 0,90 | 0,90 | 333      |
| Ribeira de Pena                        | 47,36 | 41,18 | 4,05 | 1,46 | 1,37 | 3 429    |

### Sabrosa
| Partido                 | Partido                        | Votos | %               | +/-  |
| ----------------------- | ------------------------------ | ----- | --------------- | ---- |
|                         | Partido Socialista             | 1 456 | 44,76 / 100,00  | 4,22 |
|                         | Partido Social Democrata       | 1 137 | 34,95 / 100,00  | 0,47 |
|                         | CHEGA                          | 259   | 7,96 / 100,00   | 7,45 |
|                         | Bloco de Esquerda              | 86    | 2,64 / 100,00   | 3,56 |
|                         | CDS – Partido Popular          | 69    | 2,12 / 100,00   | 1,81 |
|                         | Iniciativa Liberal             | 59    | 1,81 / 100,00   | 1,47 |
|                         | Coligação Democrática Unitária | 59    | 1,81 / 100,00   | 0,63 |
|                         | Outros (com menos de 1,00%)    | 56    | 1,72 / 100,00   |      |
| Votos Inválidos         | Votos Inválidos                | 72    | 2,21 / 100,00   | 3,11 |
| Total                   | Total                          | 3 253 | 100,00 / 100,00 |      |
| Eleitorado/Participação | Eleitorado/Participação        | 6 243 | 52,11 / 100,00  | 5,90 |

| Freguesia                                            | %     | %     | %     | %    | %    | %    | %    | Votantes |
| Freguesia                                            | PS    | PSD   | CH    | BE   | CDS  | IL   | CDU  | Votantes |
| ---------------------------------------------------- | ----- | ----- | ----- | ---- | ---- | ---- | ---- | -------- |
| Freguesia                                            |       |       |       |      |      |      |      | Votantes |
| Celeirós                                             | 43,41 | 34,11 | 8,53  | 3,88 | 1,55 | 0    | 2,33 | 129      |
| Covas do Douro                                       | 44,83 | 35,34 | 3,88  | 3,88 | 1,72 | 2,16 | 3,02 | 232      |
| Gouvinhas                                            | 39,34 | 38,52 | 9,02  | 0    | 2,46 | 1,64 | 4,10 | 122      |
| Paços                                                | 46,80 | 31,10 | 11,05 | 2,03 | 2,33 | 2,33 | 1,45 | 344      |
| Parada do Pinhão                                     | 37,95 | 46,15 | 5,64  | 2,56 | 2,05 | 0    | 1,03 | 195      |
| Provesende, Gouvães do Douro e S. Cristóvão do Douro | 53,51 | 27,31 | 7,38  | 3,32 | 1,48 | 2,21 | 0,74 | 271      |
| Sabrosa                                              | 44,66 | 34,74 | 6,92  | 2,56 | 2,56 | 2,86 | 3,16 | 665      |
| São Lourenço de Ribapinhão                           | 46,49 | 34,05 | 9,19  | 1,08 | 2,70 | 0    | 1,08 | 185      |
| São Martinho de Anta e Paradela de Guiães            | 48,27 | 30,24 | 8,93  | 3,28 | 1,82 | 2,55 | 1,64 | 549      |
| Souto Maior                                          | 45,42 | 39,84 | 5,98  | 1,99 | 1,59 | 0,40 | 0,80 | 251      |
| Torre do Pinhão                                      | 24,55 | 55,69 | 7,78  | 2,40 | 2,99 | 0,60 | 0    | 167      |
| Vilarinho de São Romão                               | 45,45 | 27,97 | 13,29 | 3,50 | 2,10 | 2,10 | 0,70 | 143      |
| Sabrosa                                              | 44,76 | 34,95 | 7,96  | 2,64 | 2,12 | 1,81 | 1,81 | 3 253    |

### Santa Marta de Penaguião
| Partido                 | Partido                        | Votos | %               | +/-  |
| ----------------------- | ------------------------------ | ----- | --------------- | ---- |
|                         | Partido Socialista             | 1 943 | 51,84 / 100,00  | 5,99 |
|                         | Partido Social Democrata       | 1 206 | 32,18 / 100,00  | 0,32 |
|                         | CHEGA                          | 229   | 6,11 / 100,00   | 5,49 |
|                         | CDS – Partido Popular          | 73    | 1,95 / 100,00   | 2,49 |
|                         | Bloco de Esquerda              | 69    | 1,84 / 100,00   | 4,15 |
|                         | Iniciativa Liberal             | 59    | 1,57 / 100,00   | 0,98 |
|                         | Coligação Democrática Unitária | 48    | 1,28 / 100,00   | 0,78 |
|                         | Outros (com menos de 1,00%)    | 54    | 1,44 / 100,00   |      |
| Votos Inválidos         | Votos Inválidos                | 67    | 1,79 / 100,00   | 2,33 |
| Total                   | Total                          | 3 748 | 100,00 / 100,00 |      |
| Eleitorado/Participação | Eleitorado/Participação        | 7 182 | 52,19 / 100,00  | 4,09 |

| Freguesia                | %     | %     | %    | %    | %    | %    | %    | Votantes |
| Freguesia                | PS    | PSD   | CH   | CDS  | BE   | IL   | CDU  | Votantes |
| ------------------------ | ----- | ----- | ---- | ---- | ---- | ---- | ---- | -------- |
| Freguesia                |       |       |      |      |      |      |      | Votantes |
| Alvações do Corgo        | 64,62 | 23,46 | 3,08 | 1,15 | 1,54 | 1,92 | 1,54 | 260      |
| Cumieira                 | 48,59 | 34,68 | 6,87 | 1,94 | 2,11 | 1,23 | 0,70 | 568      |
| Fontes                   | 54,65 | 31,52 | 4,76 | 2,49 | 1,13 | 1,59 | 0,45 | 441      |
| Lobrigos e Sanhoane      | 50,38 | 30,34 | 7,41 | 2,61 | 2,33 | 1,72 | 1,72 | 1 457    |
| Louredo e Fornelos       | 49,47 | 39,95 | 2,65 | 0,26 | 1,85 | 2,12 | 1,06 | 378      |
| Medrões                  | 54,87 | 30,69 | 5,42 | 1,81 | 0,72 | 1,81 | 1,44 | 277      |
| Sever                    | 50,41 | 35,69 | 7,63 | 1,09 | 1,36 | 0,54 | 1,36 | 367      |
| Santa Marta de Penaguião | 51,84 | 32,18 | 6,11 | 1,95 | 1,84 | 1,57 | 1,28 | 3 748    |

### Valpaços
| Partido                 | Partido                     | Votos  | %               | +/-  |
| ----------------------- | --------------------------- | ------ | --------------- | ---- |
|                         | Partido Social Democrata    | 4 206  | 52,13 / 100,00  | 1,41 |
|                         | Partido Socialista          | 2 292  | 28,41 / 100,00  | 1,95 |
|                         | CHEGA                       | 773    | 9,58 / 100,00   | 8,89 |
|                         | CDS – Partido Popular       | 160    | 1,98 / 100,00   | 3,35 |
|                         | Bloco de Esquerda           | 122    | 1,51 / 100,00   | 2,14 |
|                         | Iniciativa Liberal          | 86     | 1,07 / 100,00   | 0,85 |
|                         | Outros (com menos de 1,00%) | 225    | 2,79 / 100,00   |      |
| Votos Inválidos         | Votos Inválidos             | 205    | 2,54 / 100,00   | 2,39 |
| Total                   | Total                       | 8 069  | 100,00 / 100,00 |      |
| Eleitorado/Participação | Eleitorado/Participação     | 18 726 | 43,09 / 100,00  | 1,41 |

| Freguesia                        | %     | %     | %     | %    | %    | %    | Votantes |
| Freguesia                        | PSD   | PS    | CH    | CDS  | BE   | IL   | Votantes |
| -------------------------------- | ----- | ----- | ----- | ---- | ---- | ---- | -------- |
| Freguesia                        |       |       |       |      |      |      | Votantes |
| Água Revés e Crasto              | 54,75 | 32,40 | 4,47  | 0,56 | 1,68 | 0,56 | 179      |
| Algeriz                          | 52,96 | 32,81 | 6,72  | 2,37 | 0,40 | 0    | 253      |
| Bouçoães                         | 56,18 | 26,97 | 8,99  | 2,81 | 2,81 | 0    | 178      |
| Canaveses                        | 56,78 | 19,49 | 11,86 | 0,85 | 3,39 | 1,69 | 118      |
| Carrazedo de Montenegro e Curros | 55,42 | 21,68 | 11,62 | 2,68 | 1,01 | 1,12 | 895      |
| Ervões                           | 46,53 | 33,33 | 7,64  | 3,47 | 0,35 | 1,39 | 288      |
| Fornos do Pinhal                 | 71,09 | 20,38 | 0,95  | 0    | 2,37 | 0    | 211      |
| Friões                           | 63,93 | 21,79 | 3,93  | 3,93 | 1,43 | 0    | 280      |
| Lebução, Fiães e Nozelos         | 60,62 | 25,62 | 9,06  | 1,25 | 0    | 0    | 320      |
| Padrela e Tazem                  | 54,84 | 32,26 | 5,16  | 0,65 | 0    | 0,65 | 155      |
| Possacos                         | 47,15 | 30,08 | 14,63 | 0,81 | 0,81 | 0    | 246      |
| Rio Torto                        | 60,71 | 29,17 | 3,57  | 2,98 | 0    | 0    | 168      |
| Santa Maria de Emeres            | 53,89 | 28,89 | 9,44  | 1,67 | 2,22 | 0    | 180      |
| Santa Valha                      | 58,05 | 26,34 | 9,76  | 2,44 | 0,49 | 0,49 | 205      |
| Santiago da Ribeira de Alhariz   | 69,35 | 15,32 | 8,06  | 2,42 | 0,81 | 0,81 | 248      |
| São João da Corveira             | 38,30 | 41,13 | 8,51  | 2,13 | 0,35 | 1,77 | 282      |
| São Pedro de Veiga de Lila       | 43,15 | 39,73 | 7,53  | 4,79 | 0,68 | 0    | 146      |
| Serapicos                        | 62,73 | 16,77 | 6,83  | 4,97 | 3,11 | 0,62 | 161      |
| Sonim e Barreiros                | 45,53 | 29,36 | 14,89 | 2,13 | 1,70 | 1,70 | 235      |
| Tinhela e Alvarelhos             | 50,31 | 26,71 | 9,32  | 3,73 | 1,86 | 1,86 | 161      |
| Vales                            | 57,94 | 31,75 | 3,17  | 0,79 | 0,79 | 0    | 126      |
| Valpaços e Sanfins               | 42,69 | 33,52 | 11,89 | 1,20 | 2,81 | 1,75 | 2 169    |
| Vassal                           | 57,67 | 25,58 | 7,91  | 2,33 | 1,40 | 0,93 | 215      |
| Veiga de Lila                    | 77,89 | 11,06 | 9,55  | 0,50 | 0    | 1,01 | 199      |
| Vilarandelo                      | 49,89 | 28,82 | 10,86 | 2,44 | 0,22 | 2,22 | 451      |
| Valpaços                         | 52,13 | 28,41 | 9,58  | 1,98 | 1,15 | 1,07 | 8 069    |

### Vila Pouca de Aguiar
| Partido                 | Partido                        | Votos  | %               | +/-  |
| ----------------------- | ------------------------------ | ------ | --------------- | ---- |
|                         | Partido Socialista             | 2 958  | 42,83 / 100,00  | 3,92 |
|                         | Partido Social Democrata       | 2 851  | 41,28 / 100,00  | 1,91 |
|                         | CHEGA                          | 415    | 6,01 / 100,00   | 5,28 |
|                         | Bloco de Esquerda              | 112    | 1,62 / 100,00   | 2,45 |
|                         | Coligação Democrática Unitária | 101    | 1,46 / 100,00   | 0,75 |
|                         | Iniciativa Liberal             | 99     | 1,43 / 100,00   | 1,12 |
|                         | CDS – Partido Popular          | 85     | 1,23 / 100,00   | 3,37 |
|                         | Outros (com menos de 1,00%)    | 143    | 2,07 / 100,00   |      |
| Votos Inválidos         | Votos Inválidos                | 143    | 2,07 / 100,00   | 2,61 |
| Total                   | Total                          | 6 907  | 100,00 / 100,00 |      |
| Eleitorado/Participação | Eleitorado/Participação        | 14 232 | 48,53 / 100,00  | 3,57 |

| Freguesia                       | %     | %     | %    | %    | %    | %    | %    | Votantes |
| Freguesia                       | PS    | PSD   | CH   | BE   | CDU  | IL   | CDS  | Votantes |
| ------------------------------- | ----- | ----- | ---- | ---- | ---- | ---- | ---- | -------- |
| Freguesia                       |       |       |      |      |      |      |      | Votantes |
| Alfarela de Jales               | 38,16 | 45,39 | 6,28 | 0,97 | 0,97 | 0,97 | 0,97 | 207      |
| Alvão                           | 33,46 | 54,88 | 4,59 | 0,38 | 0,96 | 0,19 | 1,34 | 523      |
| Bornes de Aguiar                | 44,35 | 39,68 | 6,65 | 1,79 | 0,60 | 1,19 | 1,69 | 1 008    |
| Bragado                         | 43,24 | 46,28 | 2,70 | 1,35 | 0,34 | 1,01 | 0,34 | 296      |
| Capeludos                       | 38,03 | 55,13 | 2,56 | 0,43 | 0,43 | 0,43 | 0,43 | 234      |
| Pensalvos e Parada de Monteiros | 41,18 | 42,78 | 2,14 | 3,21 | 4,28 | 0    | 3,21 | 187      |
| Sabroso de Aguiar               | 45,97 | 34,93 | 8,96 | 2,39 | 2,39 | 0,60 | 0,60 | 335      |
| Soutelo de Aguiar               | 53,16 | 31,03 | 5,46 | 2,59 | 1,72 | 0    | 1,15 | 348      |
| Telões                          | 39,20 | 40,34 | 8,66 | 2,41 | 0,71 | 2,13 | 1,28 | 704      |
| Tresminas                       | 30,22 | 51,11 | 4,44 | 0    | 3,56 | 3,11 | 1,78 | 225      |
| Valoura                         | 41,00 | 48,50 | 5,50 | 0,50 | 0,50 | 1,00 | 1,50 | 200      |
| Vila Pouca de Aguiar            | 47,03 | 37,14 | 5,11 | 1,65 | 2,20 | 2,42 | 0,93 | 1 820    |
| Vreia de Bornes                 | 31,21 | 49,13 | 7,80 | 1,73 | 0,58 | 1,45 | 2,31 | 346      |
| Vreia de Jales                  | 49,37 | 32,91 | 8,86 | 1,69 | 1,69 | 1,05 | 0,84 | 474      |
| Vila Pouca de Aguiar            | 42,83 | 41,28 | 6,01 | 1,62 | 1,46 | 1,43 | 1,23 | 6 907    |

### Vila Real
| Partido                 | Partido                        | Votos  | %               | +/-  |
| ----------------------- | ------------------------------ | ------ | --------------- | ---- |
|                         | Partido Socialista             | 11 727 | 40,06 / 100,00  | 5,15 |
|                         | Partido Social Democrata       | 11 389 | 38,90 / 100,00  | 1,85 |
|                         | CHEGA                          | 2 120  | 7,24 / 100,00   | 6,13 |
|                         | Bloco de Esquerda              | 924    | 3,16 / 100,00   | 5,32 |
|                         | Iniciativa Liberal             | 786    | 2,68 / 100,00   | 1,90 |
|                         | Coligação Democrática Unitária | 563    | 1,92 / 100,00   | 1,04 |
|                         | CDS – Partido Popular          | 408    | 1,39 / 100,00   | 2,75 |
|                         | Pessoas–Animais–Natureza       | 308    | 1,05 / 100,00   | 1,13 |
|                         | Outros (com menos de 1,00%)    | 504    | 1,72 / 100,00   |      |
| Votos Inválidos         | Votos Inválidos                | 546    | 1,87 / 100,00   | 2,74 |
| Total                   | Total                          | 29 275 | 100,00 / 100,00 |      |
| Eleitorado/Participação | Eleitorado/Participação        | 49 676 | 58,93 / 100,00  | 5,22 |

| Freguesia                      | %     | %     | %     | %    | %    | %    | %    | %    | Votantes |
| Freguesia                      | PS    | PSD   | CH    | BE   | IL   | CDU  | CDS  | PAN  | Votantes |
| ------------------------------ | ----- | ----- | ----- | ---- | ---- | ---- | ---- | ---- | -------- |
| Freguesia                      |       |       |       |      |      |      |      |      | Votantes |
| Abaças                         | 49,91 | 34,33 | 6,19  | 1,88 | 0,56 | 2,44 | 0,75 | 0,38 | 533      |
| Adoufe e Vilarinho de Samardã  | 41,78 | 36,16 | 8,49  | 2,14 | 2,47 | 2,34 | 1,87 | 1,07 | 1 496    |
| Andrães                        | 37,44 | 42,73 | 9,58  | 2,20 | 1,54 | 0,99 | 1,87 | 1,10 | 908      |
| Arroios                        | 35,17 | 41,38 | 7,49  | 3,39 | 3,67 | 1,41 | 1,27 | 2,54 | 708      |
| Borbela e Lamas de Olo         | 39,42 | 39,62 | 8,60  | 3,04 | 2,65 | 0,60 | 1,26 | 1,12 | 1 512    |
| Campeã                         | 36,99 | 47,82 | 5,48  | 2,37 | 0,62 | 0,87 | 1,87 | 0,75 | 803      |
| Constantim e Vale de Nogueiras | 36,49 | 41,95 | 9,10  | 2,59 | 2,39 | 1,44 | 0,96 | 0,86 | 1 044    |
| Folhadela                      | 42,79 | 36,58 | 7,25  | 3,55 | 2,50 | 2,26 | 1,21 | 0,64 | 1 241    |
| Guiães                         | 32,55 | 43,14 | 14,12 | 3,14 | 0,39 | 1,96 | 2,75 | 0    | 255      |
| Lordelo                        | 42,22 | 34,68 | 8,09  | 3,61 | 4,11 | 1,68 | 0,81 | 1,18 | 1 606    |
| Mateus                         | 37,30 | 40,49 | 7,07  | 3,88 | 4,23 | 1,94 | 1,00 | 1,20 | 2 008    |
| Mondrões                       | 42,61 | 36,17 | 10,09 | 1,74 | 2,96 | 1,22 | 1,91 | 0,17 | 575      |
| Mouçós e Lamares               | 38,21 | 40,06 | 9,16  | 2,15 | 1,85 | 1,75 | 1,90 | 0,80 | 1 997    |
| Nogueira e Ermida              | 45,99 | 35,50 | 10,31 | 1,34 | 0,76 | 0,95 | 1,91 | 0,38 | 524      |
| Parada de Cunhos               | 47,53 | 32,33 | 5,94  | 3,83 | 2,22 | 2,22 | 0,91 | 1,31 | 993      |
| Pena, Quintã e Vila Cova       | 32,56 | 48,53 | 7,14  | 1,47 | 0,63 | 0,42 | 3,99 | 0,84 | 476      |
| São Tomé do Castelo e Justes   | 35,05 | 42,60 | 7,72  | 3,22 | 0,96 | 1,93 | 1,77 | 1,29 | 622      |
| Torgueda                       | 50,83 | 34,18 | 5,62  | 2,65 | 1,54 | 0,66 | 1,21 | 0,44 | 907      |
| Vila Marim                     | 42,87 | 40,61 | 6,10  | 1,97 | 1,57 | 1,47 | 1,57 | 0,49 | 1 017    |
| Vila Real                      | 39,21 | 38,76 | 6,01  | 3,87 | 3,32 | 2,61 | 1,25 | 1,25 | 10 050   |
| Vila Real                      | 40,06 | 38,90 | 7,24  | 3,16 | 2,68 | 1,92 | 1,39 | 1,05 | 29 275   |

## Lista de Deputados Eleitos
A lista apresentada é conforme a aplicação do Método D'Hondt:
| N.º | Nome                                            | Partido | Partido                  | Quociente |
| --- | ----------------------------------------------- | ------- | ------------------------ | --------- |
| 1   | Francisco José Ferreira da Rocha                |         | Partido Socialista       | 43489     |
| 2   | Artur José Montenegro Soveral Freire de Andrade |         | Partido Social Democrata | 42135     |
| 3   | Fátima Liliana Fontes Correia Pinto             |         | Partido Socialista       | 21744,5   |
| 4   | Cláudia Patrícia Quitério Bento                 |         | Partido Social Democrata | 21067,5   |
| 5   | Agostinho Gonçalves Alves da Santa              |         | Partido Socialista       | 14496,    |